# Singafrotypa acanthopus
Singafrotypa acanthopus är en spindelart som först beskrevs av Simon 1907.  Singafrotypa acanthopus ingår i släktet Singafrotypa och familjen hjulspindlar. Inga underarter finns listade i Catalogue of Life.